# Champions Hockey League 2009/10
Die Saison 2009/10 der Champions Hockey League war die geplante, aber nicht durchgeführte zweite Austragung des Wettbewerbs der Internationalen Eishockey-Föderation IIHF. Die CHL war der höchste Wettbewerb im europäischen Klubeishockey. Am Wettbewerb, der zwischen September 2009 und Januar 2010 ausgespielt werden sollte, hätten insgesamt 29 Mannschaften aus 22 Nationen teilgenommen – im Vergleich zum Vorjahr eine Verdopplung der Teilnehmerzahl und eine Verdreifachung der teilnehmenden Länder.

## Vorgesehene Teilnehmer
In der Saison 2009/10 sollten insgesamt 29 Vereine aus den 22 europäischen Top-Ligen der IIHF-Ligenrangliste teilnehmen. Teilnahmeberechtigt waren die Meister der Ligen im Jahr 2009 sowie in der Regel die Gewinner der Hauptrunden aus den besten sieben Nationen. War der Hauptrundensieger gleichzeitig auch Meister, rückte der Zweitplatzierte der Hauptrunde nach.
Der Vorjahressieger war aufgrund der Wettbewerbsregularien nicht automatisch qualifiziert und musste dies ebenso über die nationale Meisterschaft tun. Da dies dem Vorjahressieger ZSC Lions Zürich nicht gelang, war er nicht in der Lage seinen Titel zu verteidigen.
Die Teilnehmer an der ersten Qualifikationsrunde waren:
- HC Slovan Bratislava (Hauptrundenzweiter der Slovnaft Extraliga)
- SC Bern (Hauptrundensieger der National League A)
- Hannover Scorpions (Hauptrundenzweiter der Deutschen Eishockey Liga)
- HK Junost Minsk (Meister der Ekstraliga)
- HK Liepājas Metalurgs (Meister der Samsung Premjerlīga)
- Sønderjysk Elitesport Vojens (Meister der Superisligaen)
- EC KAC Klagenfurt (Sieger der Österreichischen Staatsmeisterschaft)
- Barys Astana (Sieger der Kasachischen Meisterschaft)
- Vålerenga IF Oslo (Meister der GET-ligaen)
- Brûleurs de Loups de Grenoble (Meister der Ligue Magnus)
- HK Acroni Jesenice (Meister der Slowenischen Eishockeyliga)
- HC Bozen (Meister der Serie A)
- Alba Volán Székesfehérvár (Meister der OB I. Bajnokság)
- KS Cracovia (Meister der Ekstraliga)
- HYS The Hague (Meister der Eredivisie)
- HK Sokol Kiew (Meister der Wyschtscha Liha)
- Sheffield Steelers (Meister der regulären Saison der Elite Ice Hockey League)
- SC Miercurea Ciuc (Meister der Liga Naţională de hochei)

Für die zweite Qualifikationsrunde direkt qualifiziert waren:
- Salawat Julajew Ufa (Hauptrundensieger der Kontinentalen Hockey-Liga)
- Espoo Blues (Hauptrundenzweiter der SM-liiga)
- HC Slavia Prag (Hauptrundensieger der O₂ Extraliga)
- Linköpings HC (Hauptrundenzweiter der Elitserien)

Für die Gruppenphase direkt qualifiziert waren:
- Ak Bars Kasan (Meister der Kontinentalen Hockey-Liga)
- JYP Jyväskylä (Meister der SM-liiga)
- HC Energie Karlovy Vary (Meister der O₂ Extraliga)
- Färjestad BK Karlstad (Meister der Elitserien)
- HC Košice (Meister der Slovnaft Extraliga)
- HC Davos (Meister der National League A)
- Eisbären Berlin (Meister der Deutschen Eishockey Liga)

| HC Slovan Bratislava |

| SC Bern |

| Hannover Scorpions |

| HK Junost Minsk |

| HK Liepājas Metalurgs |

| Sønderjysk Elitesport |

| EC KAC |

| Barys Astana |

| Vålerenga IF Oslo |

| Brûl. de Loups de Grenoble |

| HK Jesenice |

| HC Bozen |

| Alba Volán Székesfehérvár |

| KS Cracovia |

| HYS The Hague |

| HK Sokol Kiew |

| Sheffield Steelers |

| SC Miercurea Ciuc |

| Salawat Julajew Ufa |

| Espoo Blues |

| HC Slavia Prag |

| Linköpings HC |

| Ak Bars Kasan |

| JYP Jyväskylä |

| HC Energie Karlovy Vary |

| Färjestad BK |

| HC Košice |

| HC Davos |

| Eisbären Berlin |

## Mögliche Reduzierung des Teilnehmerfeldes
Aufgrund der anhaltenden Finanzkrise gab die Internationale Eishockey-Föderation im Rahmen der Eishockey-Weltmeisterschaft der Herren 2009, die zwischen Ende April und Anfang Mai in der Schweiz stattfand, erstmals bekannt, dass die eigentlich beschlossene Erweiterung des Teilnehmerfeldes möglicherweise doch nicht vollzogen werden könne. Wahrscheinlicher sei es, dass nach dem Modus des Vorjahres mit 14 Mannschaften aus den sieben besten Nationen gespielt werde.

## Absage des Wettbewerbs
Nach der bereits angedachten Verkleinerung des Teilnehmerfeldes entschied sich die IIHF schließlich am 15. Juni 2009, den Wettbewerb für die bevorstehende Spielzeit komplett abzusagen. Dies stand im Zusammenhang mit der Ankündigung der Investorengruppe um Gazprom, die Verträge mit der IIHF aufgrund der Finanzkrise nicht erfüllen zu können. Stattdessen konnte die National Hockey League als neuer Investor gewonnen werden. Jedoch kamen beide Parteien überein, dass eine Zusammenarbeit erst zur Saison 2010/11 angestrebt wird.